# Підвиноградівська сільська рада
| Підвиноградівська сільська рада — колишній орган місцевого самоврядування у Виноградівському районі Закарпатської області з адміністративним центром у с. Підвиноградів. Сільській раді підпорядковані населені пункти: - с. Підвиноградів |

## Склад ради
Рада складається з 20 депутатів та голови.

## Керівний склад сільської ради
| ПІБ                    | Основні відомості                                                 | Дата обрання | Дата звільнення |
| ---------------------- | ----------------------------------------------------------------- | ------------ | --------------- |
| Деяк Андрій Васильович | Сільський голова, 1961 року народження, освіта, безпартійний      | 26.03.2006   | 31.10.2010      |
| Деяк Андрій Васильович | Сільський голова, 1961 року народження, освіта вища, безпартійний | 31.10.2010   |                 |

Примітка: таблиця складена за даними джерела

## Населення
Згідно з переписом УРСР 1989 року чисельність наявного населення сільської ради становила 5307 осіб, з яких 2562 чоловіки та 2745 жінок.
За переписом населення України 2001 року в сільській раді мешкало 4368 осіб.

### Мова
Розподіл населення за рідною мовою за даними перепису 2001 року:
| Мова       | Відсоток |
| ---------- | -------- |
| українська | 91,91 %  |
| циганська  | 6,45 %   |
| угорська   | 0,73 %   |
| російська  | 0,66 %   |
| білоруська | 0,09 %   |
| молдовська | 0,05 %   |
| словацька  | 0,02 %   |